# Panoramafotografie
Panoramafotografie ist eine Sammelbezeichnung für unterschiedliche Techniken, mit denen Bilder mit einem sehr großen Blickwinkel hergestellt (Panoramabild) werden können. Dieser kann bis zu 360° betragen, bildet daher also die Umgebung um den Kamerastandort bis hin zur kompletten Rundumsicht ab.

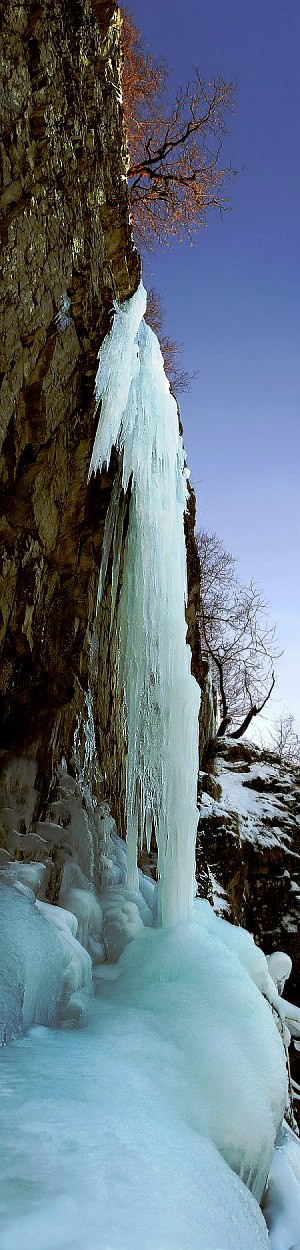
Vertikalpanorama: Ein Eisfall an einer Felswand in der Rhön

## Aufnahmetechnik
Im professionellen Bereich kommen spezielle Panoramakameras zum Einsatz. Diese haben nicht wie herkömmliche Fotoapparate ein feststehendes Objektiv, sondern besitzen einen schwenkbaren Verschluss oder ein drehbares Kameragehäuse, das den Film in einem kleinen Streifen über den gesamten Drehwinkel belichtet. Andere Panoramakameras haben ein feststehendes Objektiv mit einem großen Bildkreis, aus dem ein schmales horizontales Rechteckband ausgeschnitten wird.
Panoramafotografien können auch mit zum Beispiel kugelförmigen Spiegeln aufgenommen werden. Die entstehenden Panoramabilder sind dabei jedoch stark verzerrt.
Eine auch im Hobbybereich praktikable Alternative dazu ist es, mehrere Einzelbilder zu erstellen und dabei die Fotokamera jeweils zwischen diesen ein Stück weiterzuschwenken. Diese Teilbilder können dann in einer als Stitching bezeichneten Technik zu einem großen Panorama zusammengesetzt werden.
Digitale Panorama- bzw. VR-Kameras haben mindestens zwei Fischaugenobjektive oder mehrere Weitwinkelobjektive und können simultan ein komplettes 360°-Panorama aufnehmen.

### Fischauge und „Nodalpunktadapter“
Gute Ergebnisse erzielt man, wenn man mit dem Fischaugenobjektiv drei bis vier Aufnahmen horizontal und eventuell noch eines nach oben (Zenit) und nach unten (Nadir) macht. An einem speziellen Stativkopf (Nodalpunktadapter) befestigt, kann man die Kamera zwischen den Aufnahmen bequem horizontal verschwenken. Man stellt den Adapter dabei so ein, dass für den Übergangswinkel der Teilbilder die Strahlverlängerung auf der (senkrechten) Drehachse liegt. Die Drehachse liegt im Schnittpunkt von der Strahlverlängerung (durch das Zentrum der Eintrittspupille) und optischer Achse. Die Eintrittspupille ist nicht ortsfest. Bei Fischaugenobjektiven wandert sie mit steigendem Winkel nach vorn und zur Seite des Objekts und liegt nicht mehr auf der optischen Achse. Die Adaptereinstellung ist dann nur für einen bestimmten Winkel exakt.
Selbstverständlich kann man auch mit anderen Stativen und Objektiven arbeiten. Je geringer die Brennweite, desto höher ist der Blickwinkel (engl. field of view).

### Teleobjektiv und motorisierter „Nodalpunktadapter“
Seit einiger Zeit werden auch Panoramaroboter beliebter, die entweder selbstgebaut („Pan(o)bot“) oder vereinzelt auch „von der Stange“ existieren. Beispielhaft sei hier auf das Gigapan-Projekt verwiesen, das nach eigenen Angaben mehrere tausend Beta-Panoramaroboter verteilt hat. Bei den Geräten handelt es sich im Prinzip um elektronisch gesteuerte Nodalpunktadapter, die teilweise zwar für die Gigapixelfotografie vorgesehen sind, aber natürlich ebenso gut für normale Panoramafotos verwendet werden können.

### Digitale Panoramakamera
Panoramakameras sind Geräte, die mit mehreren Objektiven und Bildsensoren ausgestattet sind, die gleichzeitig ausgelöst werden, wie zum Beispiel bei der Panono Kamera. Die Bilder können automatisch von der Panoramakamera-Software zusammengesetzt werden. Bei der Auslösung an der Kamera ist der Fotograf immer auf dem Bild – es entsteht ein Selfie-Panorama. Panoramakameras können auch über z. B. ein eigenes WLAN fernausgelöst werden, so dass sich der Fotograf verbergen kann.

### Ohne Stativ (freihand)
Mit etwas Übung und Feingefühl entstehen gute segmentelle Panoramafotos auch ohne Stativ. Dazu sollte man sich über die Position der Eintrittspupille des Objektives zumindest ungefähr im Klaren sein. Diverse Ungenauigkeiten können mit einer Stitching-Software verbessert werden. Nahe Objekte werden allerdings bei sich überlappenden Fotos nicht korrekt zusammengefügt. Handheld-Aufnahmen mit Fisheye gelingen also vor allem, wenn der Vordergrund ca. 3 m und weiter entfernt ist.

## Panorama-Arten

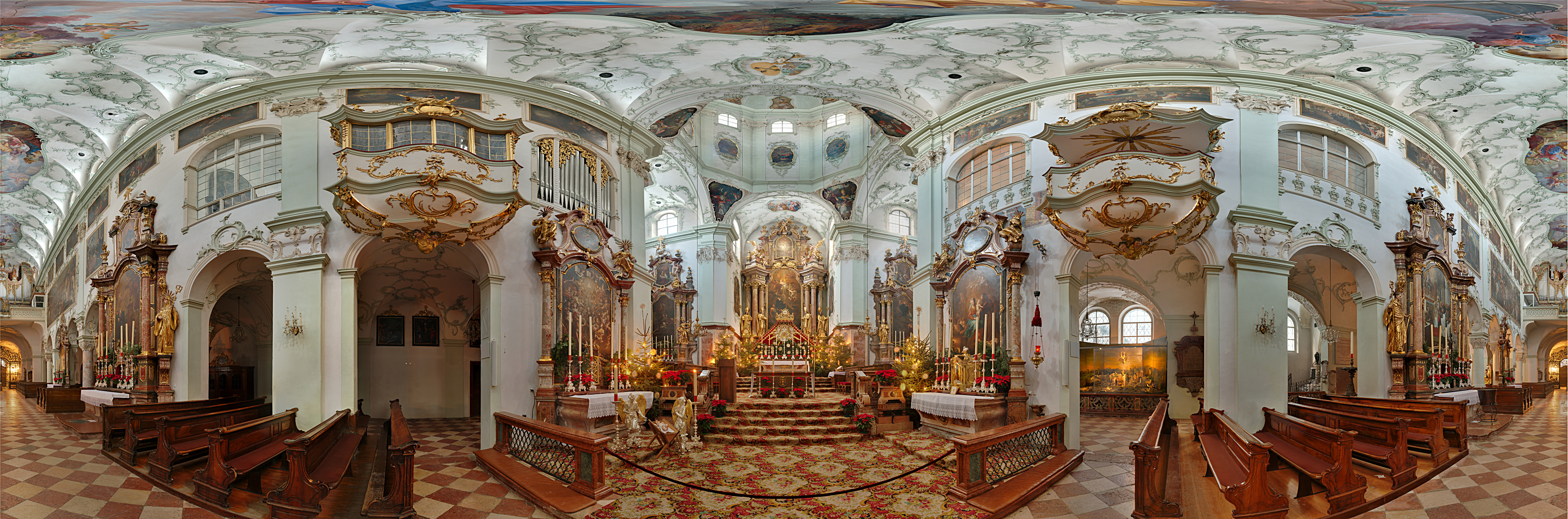
Unvollständiges sphärisches Panorama (horizontal 360°, vertikal 119° [von −29° bis +90°]). Der untere Teil fehlt, um das Stativ auszublenden.

Varianten von zwei kubischen Panoramen, Reihenfolge in den Würfelstreifen hier L-V-R-H-O-U

Zylindrisches PanoramaBeim zylindrischen Panorama geht man von einem Betrachtungswinkel aus dem Zentrum eines Zylinders aus, auf den das abgelichtete Motiv projiziert wird. Dabei wird eine horizontale Projektion von 360° ermöglicht und der vertikale Blickwinkel eingeschränkt.
Sphärisches Panorama, Kugelpanorama
Beim sphärischen Panorama, auch Kugelpanorama genannt, geht man von einem Betrachtungswinkel aus dem Zentrum einer Kugel aus, auf deren innere Oberfläche das Motiv projiziert wird. Die Kugel wird in ein rechtwinkliges Gradnetz projiziert und ergibt eine Quadratische Plattkarte mit einem Seitenverhältnis von 2:1. Dabei wird ein Rundblick von 360° horizontal und 180° vertikal ermöglicht.
Kubisches Panorama
Beim kubischen Panorama geht man von einem Betrachtungswinkel aus dem Zentrum eines Würfels aus, auf dessen Seiten das Motiv projiziert wird. Dabei wird ein Rundblick von 360° horizontal und 180° vertikal ermöglicht. Es gibt mehrere Varianten der Würfelflächenanordnung:
1. Abgewickeltes Würfelnetz (z. B. als Kreuz, Flächennutzung 50 %)
2. Würfelstreifen (keine Abwicklung, Flächennutzung 100 %, Reihenfolge z. B. vorn-rechts-hinten-links-oben-unten)
3. Sechs Einzelbilder.
Luftbild-Panorama
Bei einem Luftbildpanorama werden Bilder aus der Luft erstellt und zu einem Panorama zusammengefügt, mit Hilfe von Fluggeräten.
Ein sogenanntes Interaktives Panorama ist kein Panorama, sondern eine durch eine Software erzeugte und steuerbare Ansicht in der Art eines normalen Fotos, die aus einem Panorama (z. B. Kugelpanorama) oder mehreren Einzelbildern (z. B. kubisches Panorama) abgeleitet ist. Der Betrachter hat die Möglichkeit bestimmte Punkte abzufahren oder hinein und hinaus zu zoomen, um so alle Quellbild-Bereiche nacheinander zu betrachten.

## Panoramabetrachtung

### Darstellung als Bild
Panoramabilder (siehe Abschnitt Panorama-Arten) können als Gesamtbild betrachtet werden. Ein ungeübter Betrachter kann sich die verschiedenen Richtungen und damit die fotografierte Umgebung nicht richtig vorstellen. Alternativ lässt sich das Panoramabild in eine verständlichere Darstellung, wie zum Beispiel Little Planet umrechnen. Dabei geht ein Bereich des Panoramas verloren, wobei man die Hauptrichtung für das neue Bild so wählen kann, dass ein unwichtiger Bereich verloren geht.

### Interaktive Darstellung
Ein Panoramafoto kann in weiterer Folge auf Internetseiten oder auf einem PC, Tablett oder Smartphone mit speziellen Bildbetrachtern als schwenk- und zoombarer Ausschnitt dargestellt werden. Interessierende Bereiche können in die Mitte geschwenkt werden und sind dann fast verzerrungsfrei. Während in der konventionellen Fotografie der Fotograf den Ausschnitt aus der Realität vorgibt, macht dies der Benutzer des Panoramabetrachters selber. Die interaktiven VR-Panoramen (VR steht für englisch virtual reality „virtuelle Realität“) eignen sich besonders gut, um einen realistischen Eindruck von Räumlichkeiten oder Landschaften zu vermitteln. Noch realistischer wird die Darstellung mit einer VR-Brille und einer Steuerung der Blickrichtung durch die Eigenbewegung des Betrachters (Gyroskop, Lage- und Bewegungssensoren).

### Galerie
Die Bilder der Galerie dienen als Beispiele, warum Objekte mit einem Panoramabild anschaulicher gezeigt werden können, als mit einem Einzelbild und als Darstellung unterschiedlicher Techniken der Panoramafotografie:

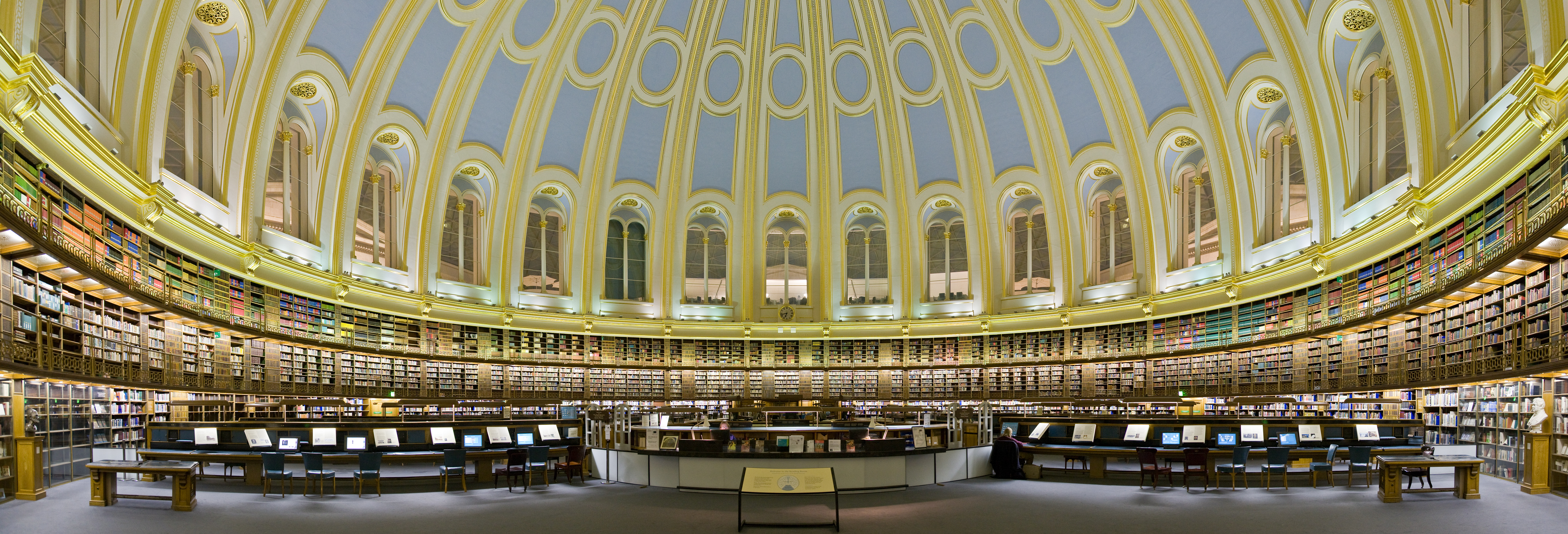
Leseraum des British Museum in London (2006)
Panorama auf dem Mond 1972(Apollo 17) (aus 24 Einzelbildern)
Südlicher Himmel mit Milchstraße (360°-Panorama)
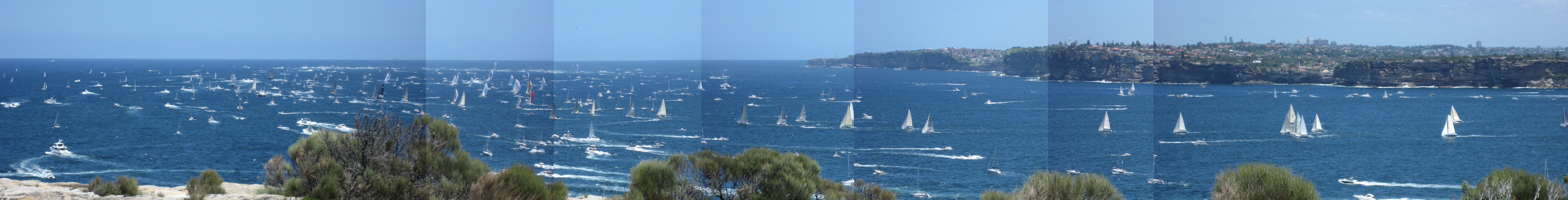
Bootsrennen Sydney-Hobart (2007)
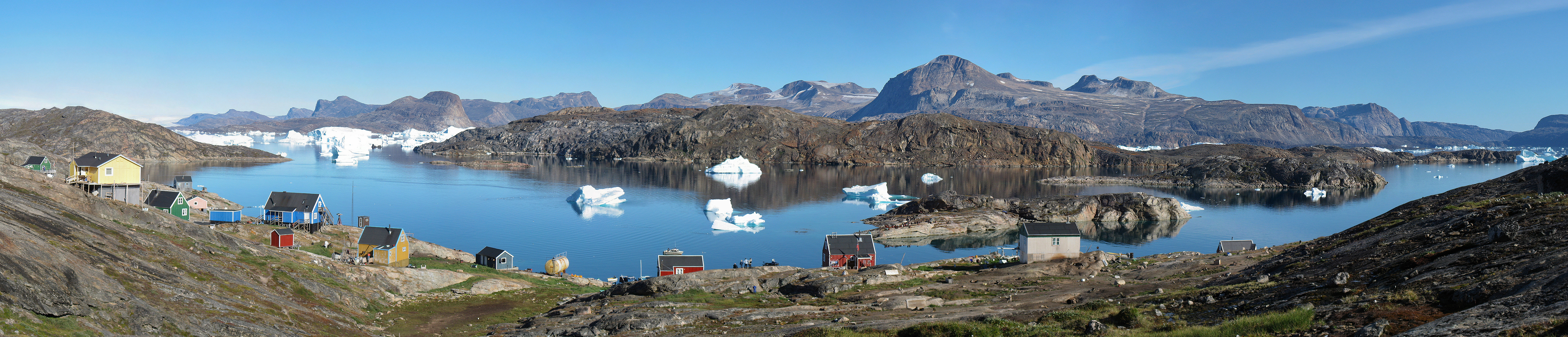
Naajaat (Grönland)
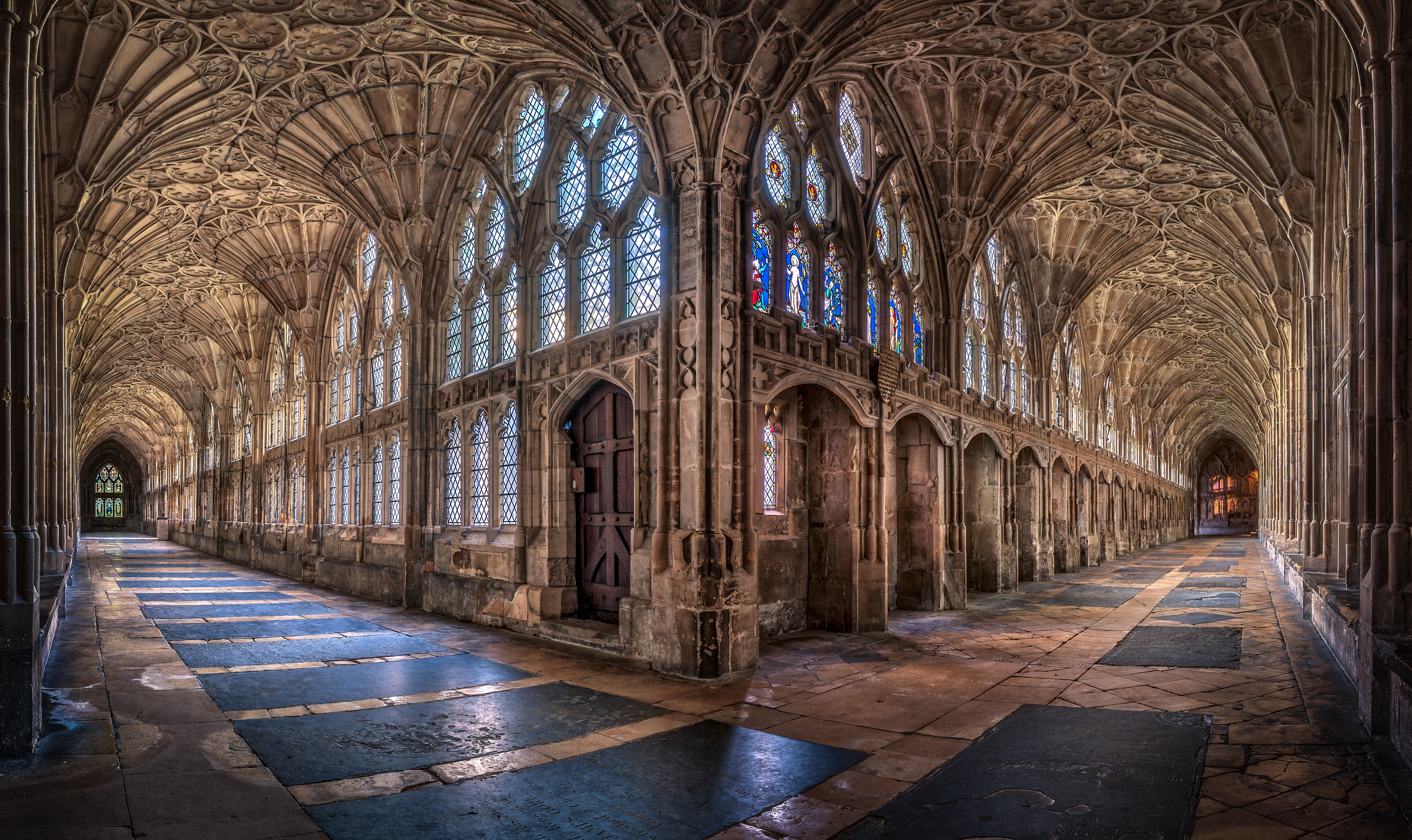
Kreuzgang der Kathedrale von Gloucester (England)
Schloss Schönbrunn (Wien) – Vorplatz (360°-Panorama)
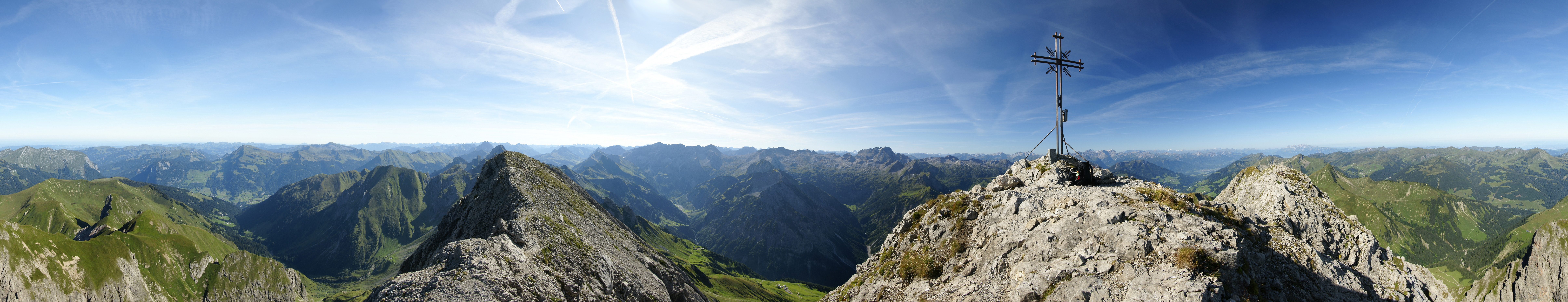
360°-Panorama Zitterklapfen
Brooklyn Bridge (NYC) bei Nacht
Nachtpanorama von La Défense(Paris)
Dresden – Zwinger (Nordseite)
Landschaftspark-Duisburg-Nord Hochofen Panorama
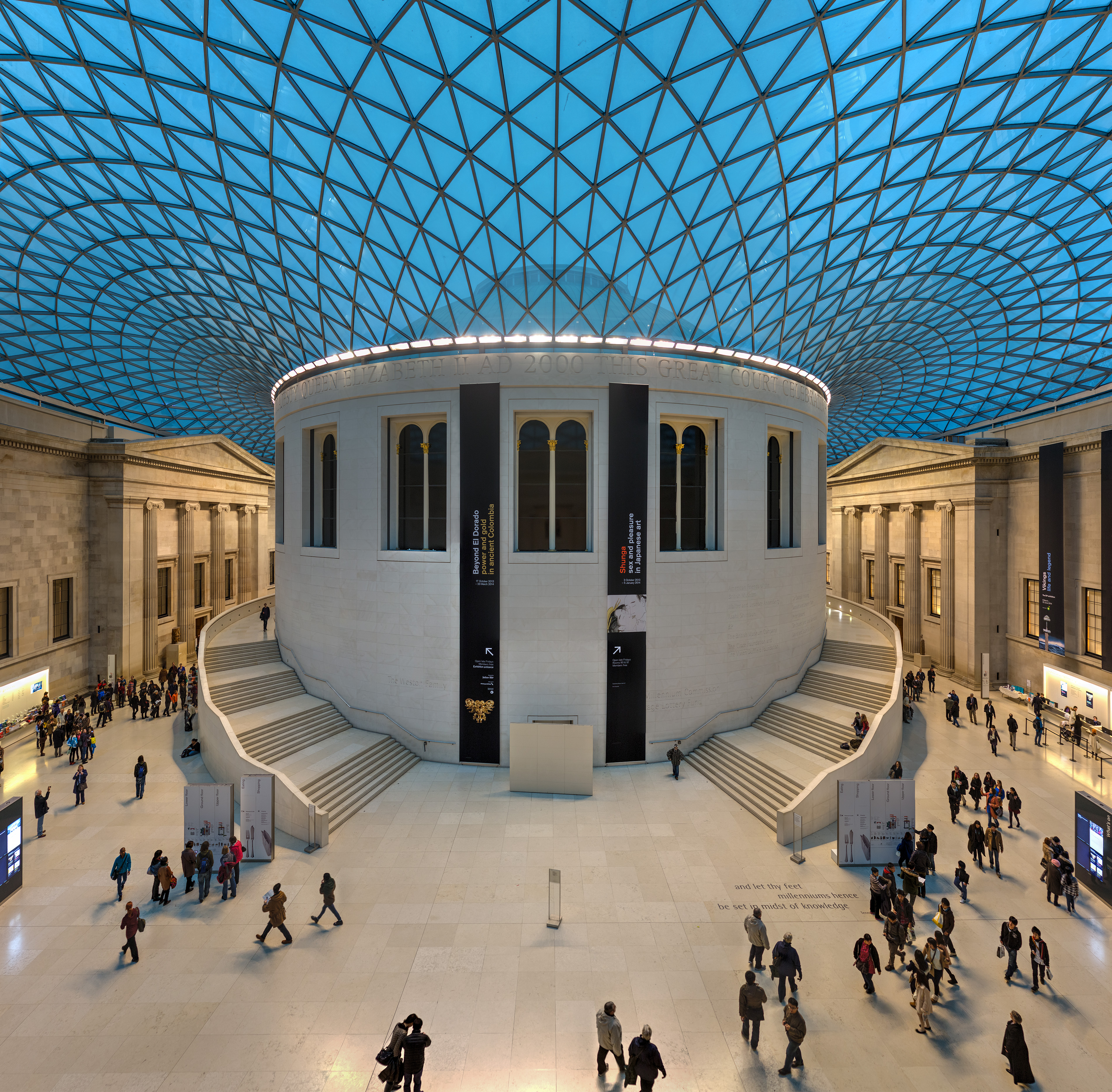
British Museum, Great Court, London (UK)
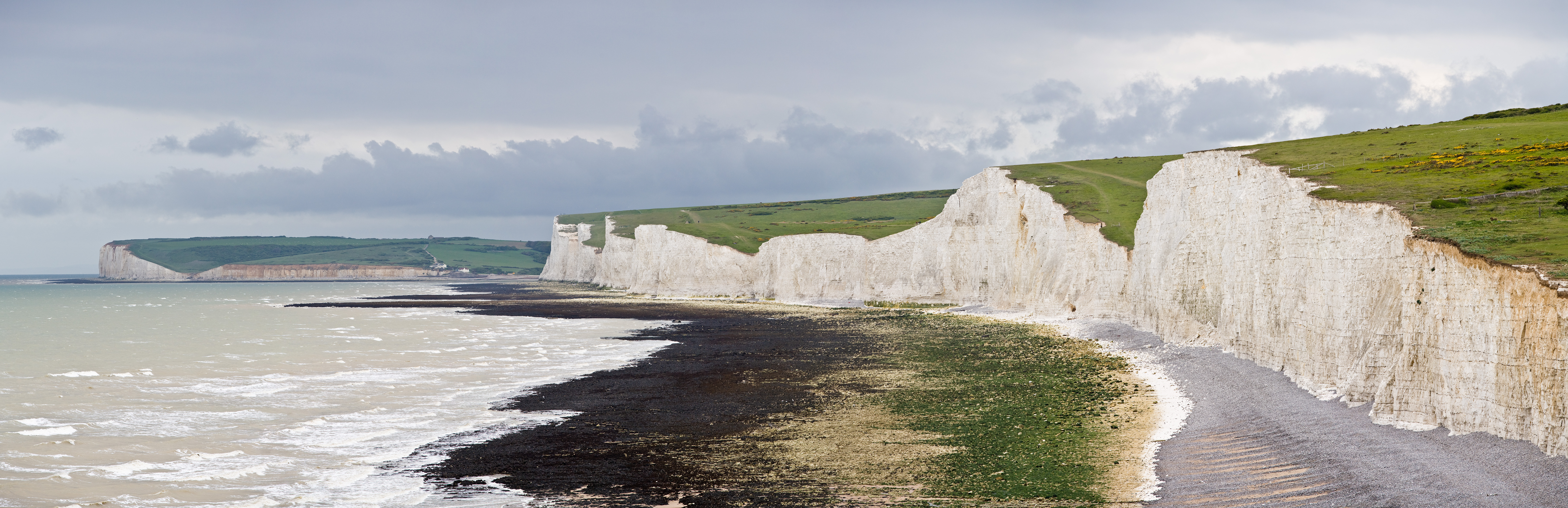
7 Schwestern Küste, East Sussex (UK)
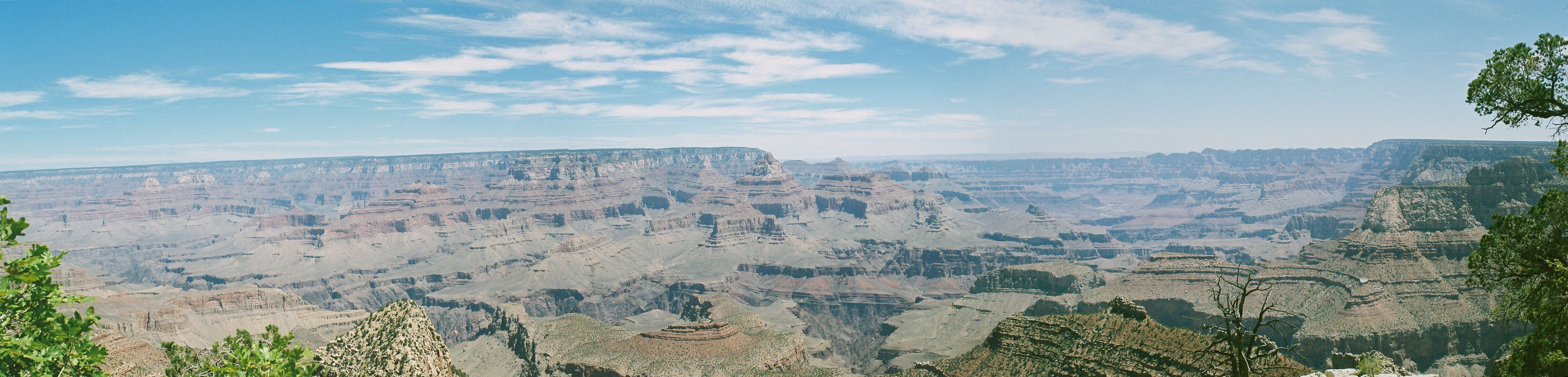
Grand Cayon Panorama
KZ-Gedenkstätte Dachau (180°-Panorama)
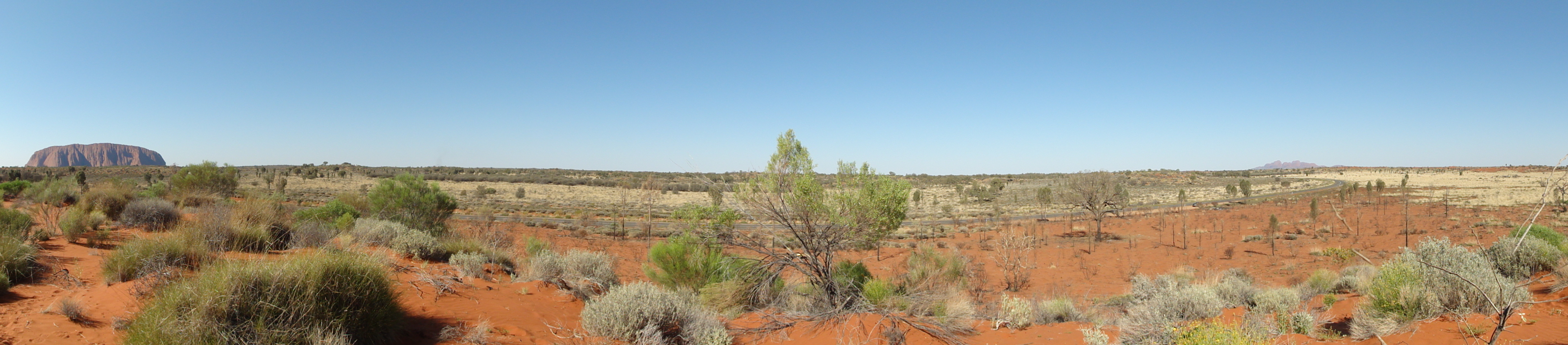
Uluru (Ayers Rock), Northern Territory, Australien
Pantheon(Rom), Innenansicht, 360°-Panorama (aus 9 Einzelbildern)
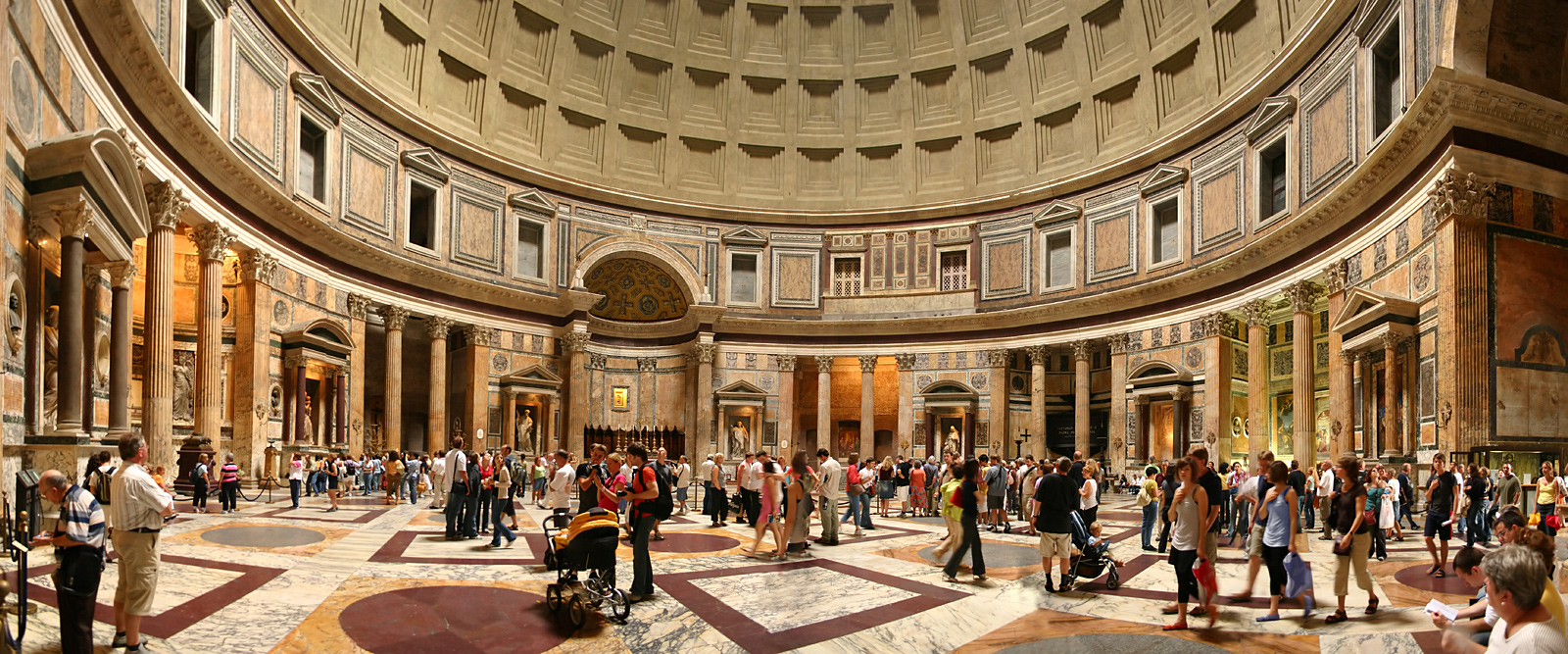
Panorama Pantheon(Rom), Innenansicht
Kloster Andechs mit Kreuzweg
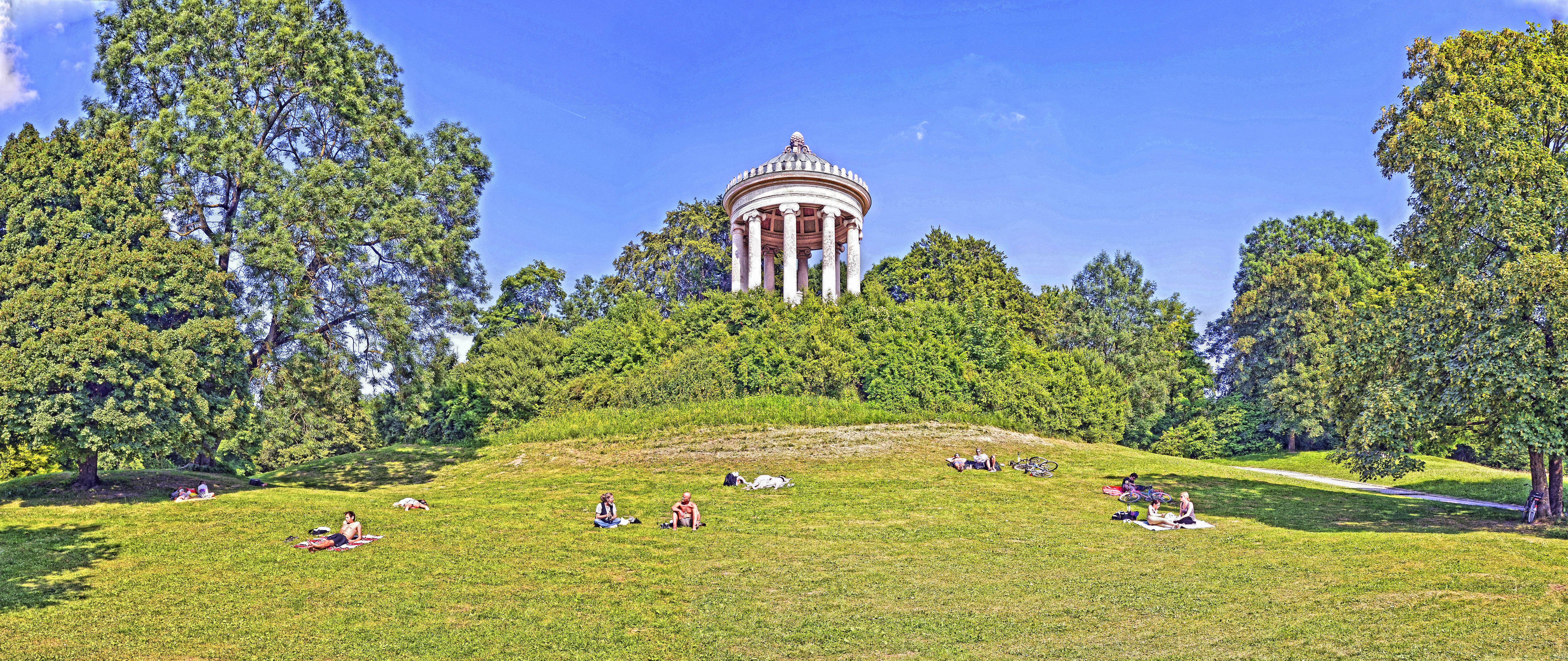
Monopteros (München) im Englischen Garten
Schlosspark Herrenchiemsee
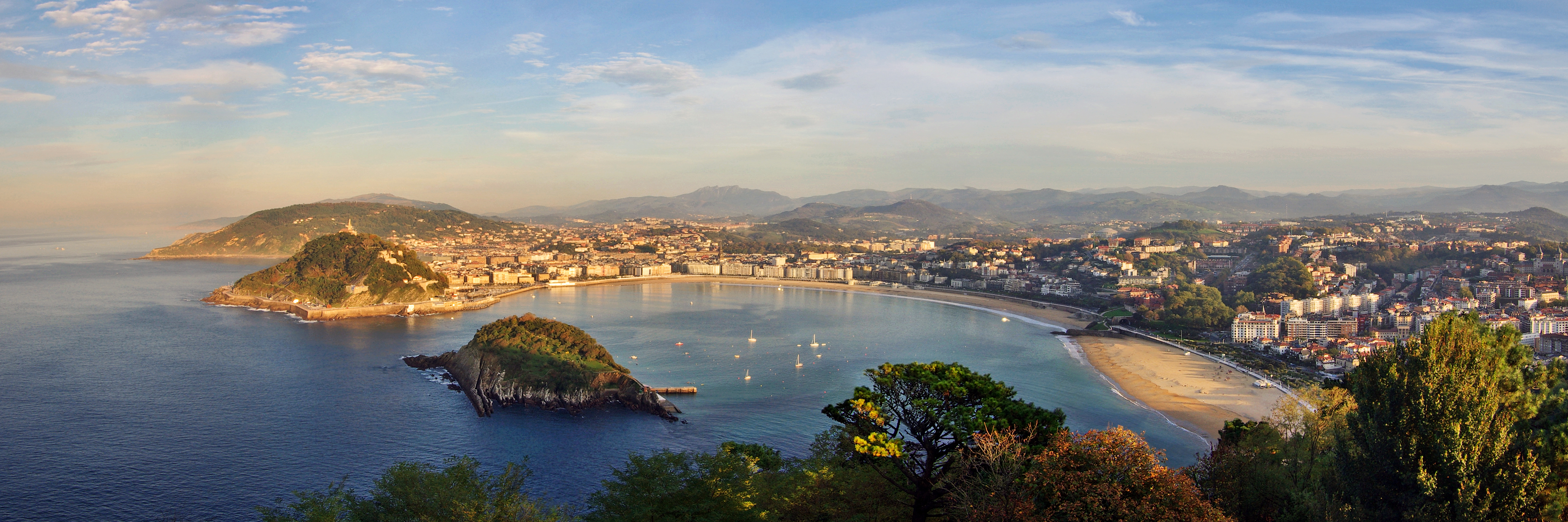
San Sebastian (E)
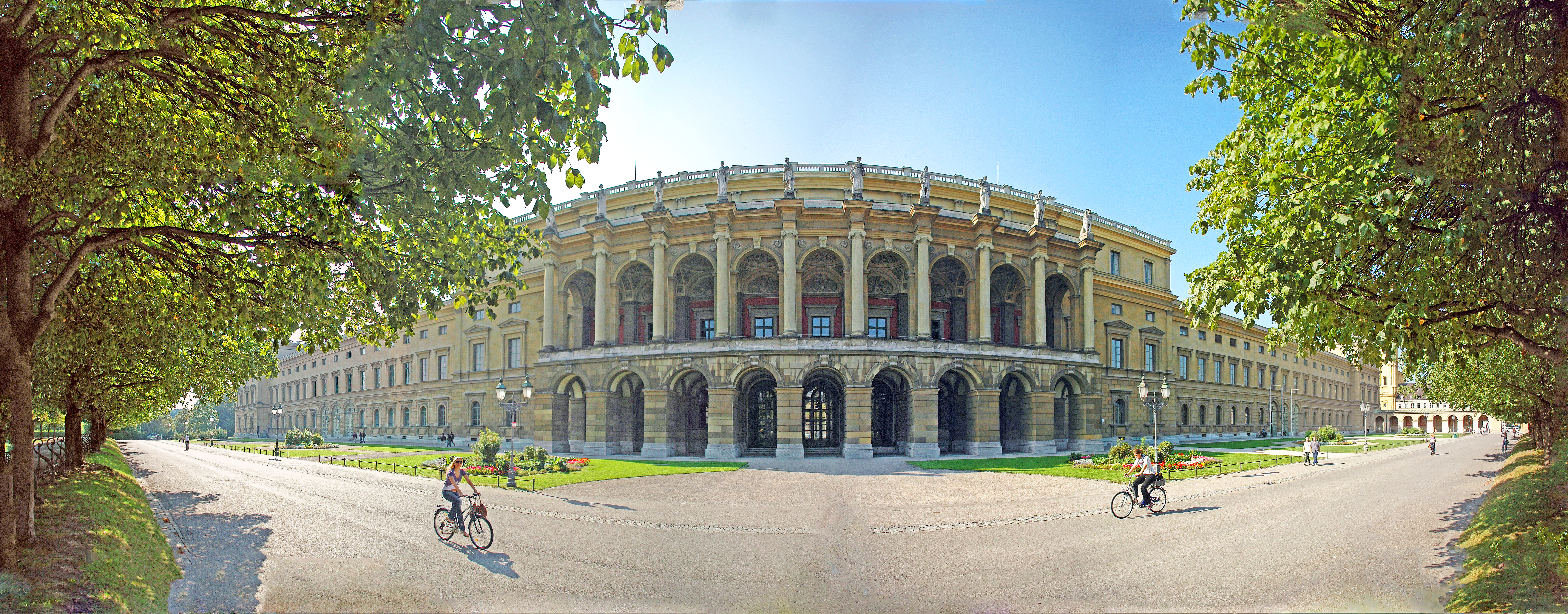
Herkulessaal der Residenz München
Herkulessaal der Residenz München
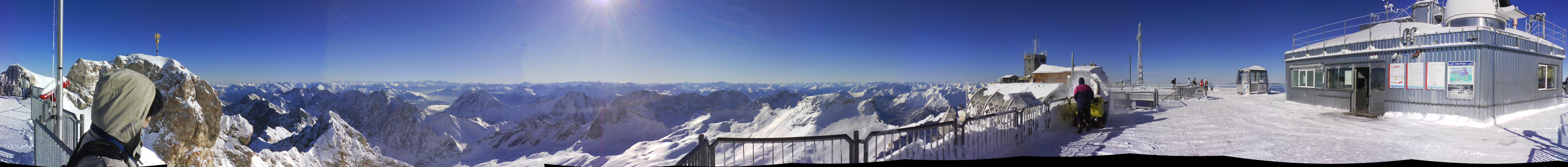
Zugspitze (aus 12 Einzelbildern)
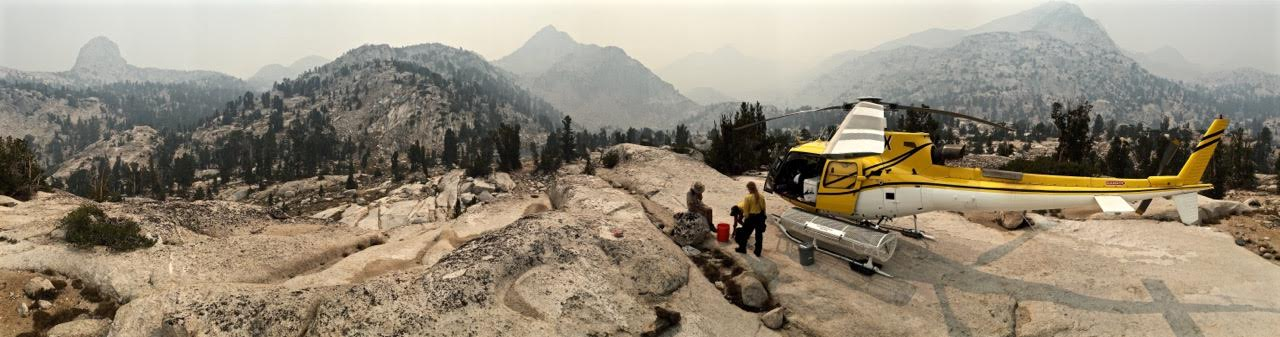
Bergrettung mit Hubschrauber